# Правило одного процента
Правило одного процента — правило, описывающее неравномерность участия интернет-аудитории в создании содержимого. Утверждается, что в целом подавляющее число пользователей только просматривает материалы интернета, однако не принимает активного участия в обсуждении (на форумах, в интернет-сообществах и пр.).

## Определение

Доля создателей содержимого (жёлтый), его модификаторов (красный) и пассивных участников (синий).

Согласно данному правилу, доля интернет-пользователей, создающих содержимое, составляет не более 1% от людей, просто просматривающих это содержимое. Так, например, на одного человека, публикующего сообщение на форуме, приходится 99 человек, просматривающих этот пост, но не реагирующих на него.
Название правилу в 2006 году дали блогеры Бен МакКоннел и Джеки Хуба, хотя описание соответствующего явления появлялось и ранее. В частности, в 2005 году исследование радикальных форумов, посвящённых джихаду, показало, что 87% пользователей никогда не помещали сообщения на форуме, 13% помещало их лишь однажды, 5% — по 50 и более раз и только 1% — 500 и более раз.

При формулировке правила может использоваться как соотношение 90:9:1, так и 89:10:1, где 89 (90) % — это пассивные участники («луркеры»), 10 (9) % — относительно активные (комментаторы) и 1% — собственно создатели содержимого.
Действие правила отмечалось применительно к таким ресурсам, как YouTube, Википедия и Yahoo! Groups.

## Близкие закономерности
Правило одного процента имеет сходство с законом Парето (о соотношении 80:20), согласно которому 20% участников группы выполняют 80% всей работы.